# Andrei Maratovich Babitsky
Babitsky (sinh ngày 26/9/1964 tại Matxcơva - mất ngày 1/4/2022 tại Donetsk, Ukraine) là một nhà báo Nga và là phóng viên chiến tranh của Đài châu Âu Tự Do. Ông nổi tiếng bởi những bài tường thuật về chiến tranh ở Chechnya và những sự thử thách liên tiếp của ông với chính quyền Nga.
Babitsky có quan điểm hòa bình với Chechnya và tạo mối quan hệ tốt với những người lính Chechnya. Ông đã tìm phỏng vấn người đội trưởng du kích của quân đội Chechnya.
Babitsky có liên lạc lần cuối với những người đồng nghiệp vào ngày 15/1/2000 rồi mất tích. Có những lời đồn rằng ông đã bị quân đội Nga bắt giam. Chính quyền Nga đã phủ nhận có liên quan đến vấn đề này.
Nhưng đến ngày 28/1, họ thừa nhận đã bắt giam Babitsky vào ngày 23/1 vì tội "tham gia vào một việc thành lập quân đội bất hợp pháp". Sau nhiều rắc rối, cuối cùng Babitsky cũng được phóng thích và quay trở về với nghề báo.